# Такада Кадзумі
Такада Кадзумі (яп. 高田 一美, нар. 28 червня 1951, Сідзуока — пом. 1 жовтня 2009) — японський футболіст, що грав на позиції нападника.

## Клубна кар'єра
Грав за команду Міцубіши Моторс.

## Виступи за збірну
Дебютував 1970 року в офіційних матчах у складі національної збірної Японії. У формі головної команди країни зіграв 16 матчів.

## Статистика
Статистика виступів у національній збірній.
| Збірна Японії | Збірна Японії | Збірна Японії |
| Роки          | Ігри          | голи          |
| ------------- | ------------- | ------------- |
| 1970          | 4             | 0             |
| 1971          | 0             | 0             |
| 1972          | 5             | 0             |
| 1973          | 3             | 0             |
| 1974          | 0             | 0             |
| 1975          | 4             | 0             |
| Усього        | 16            | 0             |